# ترکاپله
ترکیپل (به هلندی: Terkaple) یک منطقهٔ مسکونی در هلند است که در اسکارسترلان واقع شده‌است. ترکیپل ۲۲۰ نفر جمعیت دارد.